# Allan Arenfeldt Olesen
Allan Arenfeldt Olesen (ur. 20 maja 1982 w Ølstykke) – duński piłkarz występujący na pozycji obrońcy. Od 2011 jest zawodnikiem klubu IFK Mariehamn.

## Kariera klubowa
Olesen zawodową karierę rozpoczynał w Brøndby IF. W pierwszej lidze duńskiej zadebiutował 6 września 2000 w wygranym 2:0 meczu z Viborg FF. Było to jednak jedyne ligowe spotkanie rozegrane przez niego w sezonie 2000/2001, w którym wywalczył z klubem wicemistrzostwo Danii. W sezonie 2001/2002 zdobył z klubem mistrzostwo Danii, a także Superpuchar Danii. W kolejnych dwóch sezonach wywalczył z klubem dwa wicemistrzostwa Danii oraz Puchar Danii (w sezonie 2002/2003). W Brøndby Olesen spędził cztery sezony. W tym czasie zagrał tam w 47 ligowych meczach.
W 2004 roku podpisał kontrakt z innym pierwszoligowcem, FC Nordsjælland. Pierwszy ligowy występ w jego barwach zanotował 25 lipca 2004 przeciwko Aarhus GF (2:2). Od początku gry w Nordsjælland, był tam podstawowym graczem. 29 maja 2005 w wygranym 2:0 meczu z Randers FC zdobył pierwszą bramkę w trakcie gry w lidze duńskiej. W Nordsjælland grał przez cztery sezony. W sumie rozegrał tam 109 ligowych spotkań i zdobył w nich jedną bramkę.
Latem 2008 roku przeszedł do Randers FC, również występującego w pierwszej lidze. Pierwszy ligowy mecz zaliczył tam 19 lipca 2008 przeciwko Aarhus GF (3:1). W sezonie 2008/2009 w rozegrał 20 ligowych spotkań, a jego klub zajął 5. miejsce w klasyfikacji końcowej ligi duńskiej.
W 2010 roku grał w norweskim FK Haugesund, a w 2011 roku przeszedł do fińskiego IFK Mariehamn.

## Kariera reprezentacyjna
Olesen jest byłym reprezentantem Danii U-19, U-20 oraz U-21.